# Andries Dirk Copier

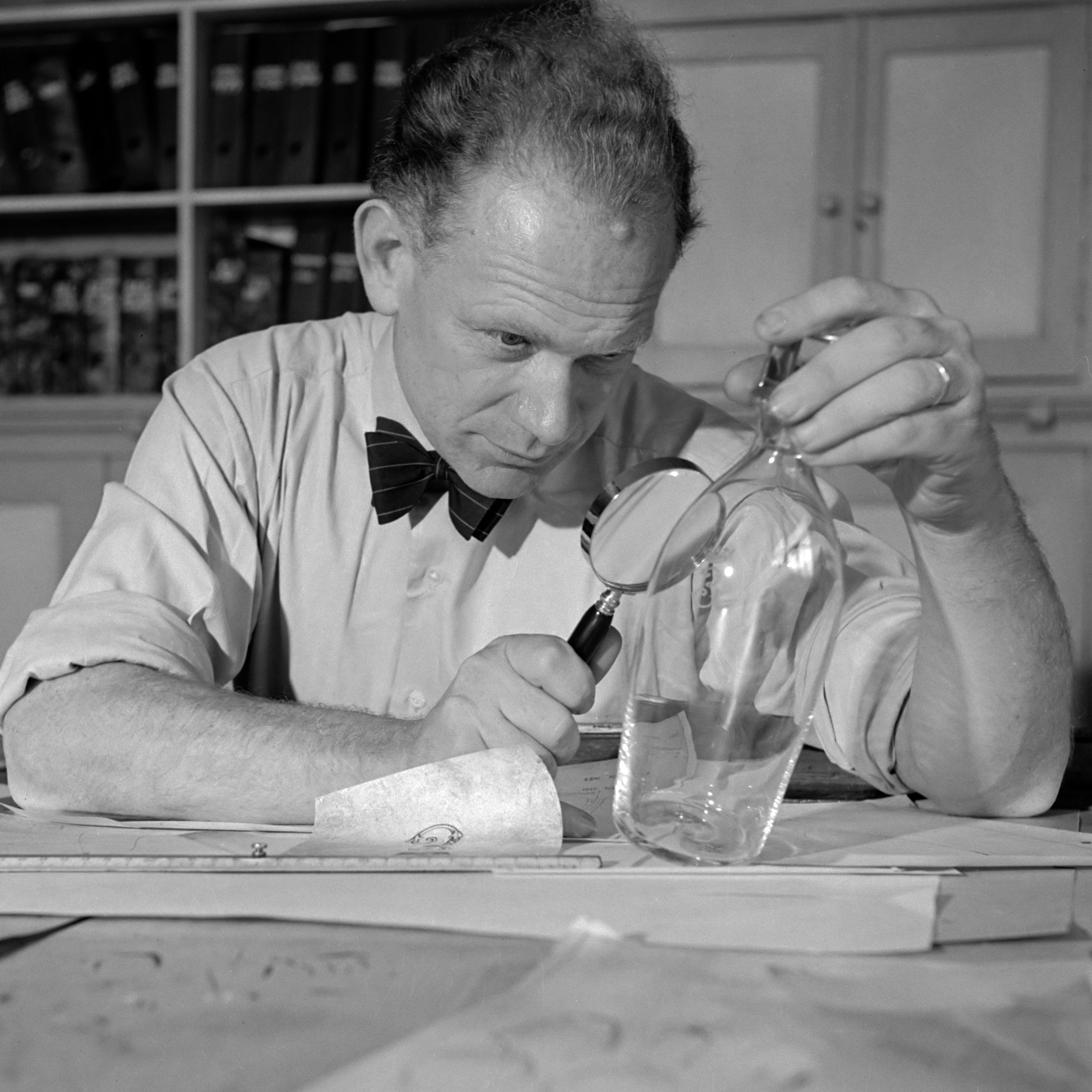
Andries Copier (1937)

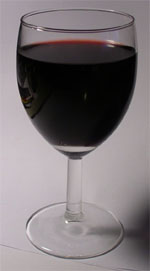
Gilde glass

A. D. Copier (* 11. Januar 1901 in Leerdam; † 19. Dezember 1991 in Wassenaar) war ein niederländischer Designer von Zier- und Nutzgegenständen aus Glas und Porzellan.

## Leben
Andries Dirk Copier trat 1914 im Alter von 13 Jahren in die Glasfabrik Leerdam ein, der er bis 1970 als prägende Persönlichkeit angehörte. Von 1917 bis 1919 wurde er an der Fachschule für Typographie in Utrecht ausgebildet. Es folgte von 1920 bis 1925 ein Studium an der Kunstakademie Rotterdam. Ab 1923 entwarf er Gebrauchsgläser und Unica für die Glasfabrik Leerdam. 1940 gründete er die Glasfachschule Leerdam und übernahm ihre Leitung. 1950/51 leitete er auch die Kunstgewerbeschule Amsterdam (die spätere Gerrit Rietveld Academie). Neben Gläsern entwarf Copier auch Porzellan, beispielsweise für die Porzellanfabrik Eschenbach, und Textilien.